# Supercharged
Supercharged is het elfde studioalbum van de Amerikaanse punkrockband The Offspring, dat op 11 oktober 2024 word uitgebracht bij Concord Records. Het is hun eerste album met bassist Todd Morse, multi-instrumentalist Jonah Nimoy en drummer Brandon Pertzborn. De drums op dit album werden verdeeld tussen Pertzborn en Josh Freese terwijl basgitaar werd tussen zanger en gitarist Dexter Holland en Todd Morse.

## Achtergrond en opname
Op 15 september 2022 plaatste de band een korte video waar te zien is dat The Offspring terug in de studio is voor het opnames voor hun volgende album. In de video zijn Dexter, Noodles, producer Bob Rock en Josh Freese te zien. Ook is in de video te zien dat Dexter en Noodles een ESP Snakebyte bespelen die James Hetfield van Metallica ook gebruikt.
In een interview met het Braziliaanse radiostation 89FM A Rádio Rock in september 2022 bevestigde frontman Dexter Holland dat The Offspring was begonnen met het werken aan nieuw materiaal voor hun elfde studioalbum. Holland vertelde Times Colonist in november dat de band in januari 2023 zou beginnen met de opnames van hun nieuwe album met Bob Rock. The Offspring kondigde in maart 2023 op sociale media aan dat ze "terug in de studio" waren. 
In een interview met Atlanta's radiostation 99X in mei 2024 bevestigden Holland en gitarist Noodles dat het elfde studioalbum van de band was voltooid en dat ze werkten aan de hoes en de albumtitel.  De maand daarop werd aangekondigd dat het album de titel Supercharged kreeg en op 11 oktober 2024 zou worden uitgebracht. De eerste single van het album, "Make It All Right", werd uitgebracht op 7 juni. 
Het album werd dit keer op drie verschillende locaties opgenomen: Maui, Vancouver en de thuisstudio van de band in Huntington Beach. 

## Nummers
| No. | Titel                           | Looptijd |
| --- | ------------------------------- | -------- |
| 1.  | "Looking Out for #1"            | 3:16     |
| 2.  | "Light It Up"                   | 2:52     |
| 3.  | "The Fall Guy"                  | 2:34     |
| 4.  | "Make It All Right"             | 3:34     |
| 5.  | "Ok, but This Is the Last Time" | 3:23     |
| 6.  | "Truth in Fiction"              | 2:00     |
| 7.  | "Come to Brazil"                | 4:19     |
| 8.  | "Get Some"                      | 2:57     |
| 9.  | "Hanging by a Thread"           | 3:26     |
| 10. | "You Can't Get There from Here" | 3:54     |

## Betrokkenen

### The Offspring
- Dexter Holland - zang, slaggitaar, basgitaar, keyboard (1, 10)
- Noodles - leadgitaar
- Todd Morse - basgitaar
- Jonah Nimoy - keyboard
- Brandon Pertzborn - drums (2, 3, 6, 10)

### Aanvullende musici
- Josh Freese - drums (alle nummers behalve 2, 3, 6, 10)
- Bob Rock - aanvullende gitaar, achtergrondzang
- Adam Greenholtz - keyboard (1, 3-5, 9, 10), achtergrondzang
- Jamie Muhoberac – keyboard (1)
- Dave Pierce - strijkinstrumenten, keyboard (5, 9)
- Rebecca Shoichet - aanvullende zang op "Make It All Right"
- Adam Garrett - achtergrondzang